# Marijci
Marijci  (marijsko Марий-влак, Mari, rusko Mарийцы, Marijci) so ugro-finska etnična skupina, ki je tradicionalno živela ob reki Volgi in Kami, Rusija. Skoraj polovica Marijcev zdaj živi v republiki Mari El. Veliko jih je tudi v republikah Baškortostan in Tatarstan. V preteklosti so bili znani tudi kot Čeremisi ali Čeremi (rusko) in Çirmeş (Čirmeši, tatarsko).

## Etnogeneza
V zgodnji železni dobi se je v porečju Volge in Kame  (8.–3. stoletje pr. n. št.) razvila ananinska arheološka kultura, katere nosilci so bili daljni predniki Komi-Zirjanov, Komi-Permjakov, Udmurtov in Marijcev. Začetek oblikovanja teh ljudstev sega v prvo polovico 1. tisočletja našega štetja.
Ozemlje tvorbe marijskih plemen je obsegalo desni breg Volge med ustji Sure in Civilja ter nasprotni levi breg skupaj s spodnjim Povetlužjem. Jedro Marijcev so tvorili potomci ananincev, ki so bili pod etničnim in kulturnim vplivom poznogorodenskih plemen, prednikov Mordvinov.
S tega ozemlja so se Marijci naselili proti vzhodu vse do reke Vjatke in na jugu do reke Kazanke.

## Zgodovina
Prva omemba Čeremisov je v zapisih gotskega zgodovinarja Jordana iz 6. stoletja.  Predniki sodobnih Marijcev so bili takrat združeni s Hazarji in Volškimi Bolgari. 
Med 13. in 15. stoletjem so bili Marijci del Zlate horde in Kazanskega kanata. V vojnah med Moskovsko veliko kneževino in Kazanskim kanatom so se borili tako na ruski kot na kazanski strani. Po osvojitvi Kazanskega kanata leta 1552 je ozemlje Marijcev postalo del ruske države. Pridruževanje je bilo izjemno krvavo. Znani so trije upori Marijcev, tako imenovane čeremiške vojne 1552–1585.
Druga čeremiška vojna je bila narodnoosvobodilna in protifevdalna vojna. Marijci se k uporu pozivali tudi sosednja ljudstva in celo sosednje države. V vojno so bili vpleteni vsi narodi iz Povolžja in Urala. V njej so bile udeležene tudi vojske Krimskega in Sibirskega kanata, Nogajske horde in celo Osmanskega cesarstva. Vojna se je začela takoj po pohodu krimskega kana Devleta I. Geraja in se končala z osvojitvijo in požigom Moskve.
4. novembra 1920 je bila ustanovljena Marijska avtonomna regija kot del Ruske sovjetske federativne socialistične republike, 5. decembra 1936 pa Marijska avtonomna sovjetska socialistična republika.

## Etnične skupine
Marijce tvorijo štiri glavne etnične skupine; travniški Marijci, hribovski Marijci na desnem bregu Volge, severozahodni Marijci v Kirovski in Nižnenovgorodski oblasti in vzhodni Marijci v republikah Baškortostan, Tatarstan, Udmurtija ter Permskem kraju in Sverdlovsku. V ruskem popisu prebivalstva leta 2002 se je za Marijce opredelilo 604.298 prebivalcev, za hribovske Marijce 18.515 prebivalcev in za vzhodne Marijce  56.119 Marijcev. Skoraj 60 % Marijcev je živelo na podeželju.

## Jezik
Marijci govorijo svoj jezik, marijščino, ki spada v družino uralskih jezikov. Piše se v prirejeni obliki ruske cirilice. Jezikoslovci razlikujejo dve marijski narečji, ki nista v celoti vzajemno razumljivi: hribovsko marijščino (мары йӹлмӹ), ki se govori predvsem na desnem bregu Volge, in travniško marijščino (марий йылме), ki se govori v ravninskih delih porečij Kokšage in Volge, vključno z mestom Joškar-Ola. Vzhodna marijščina se govori vzhodno od reke Vjatke, severozahodna (маре йӹлмӹ) pa v jugozahodno od Kirovske oblasti in severovzhodno od Nižnenovgorodske oblasti.
Na popisu prebivalstva leta 2002 je 451.033 prebivalcev izjavilo, da govorijo marijski jezik.

## Religija
Marijci tradicionalo prakticirajo pogansko vero, ki tesno povezuje človeka z naravo. Marijci verujejo, da ima narava magičen vpliv na ljudi. Imajo jo za sveto in močno, življenje izven nje pa za nemogoče. Narava je vir absolutne dobrote in vedno pomaga človeku, dokler ji ne škoduje ali ji nasprotuje.
Marijska religija ima panteon bogov, ki prebivajo v nebesih. Najpomembnejši je Velika bela kača (Ош Кугу Юмо, Oš Kugu Jumo). Med manj pomembne spadata bog ognja (Тул Юмо, Tul Jumo) in bog vetra (Мардеж Юмо, Mardež Jumo). Marijci verujejo tudi v številne polbogove (керемет, keremet), ki živijo na zemlji. Med temi je najbolj čaščen Čumbulat (Чумбулат) ali Čumbylat (Чумбылат), slavni vojskovodja in vojščak.
V 16. stoletju so vključitvi njihovega ozemlja v  Rusko carstvo pod Ivanom IV. Groznim privzeli krščanstvo. Pokristjanjenje ni bilo univerzalno in številni Marijci še vedno prakticirajo poganstvo. Večina Marijcev pripada Ruski pravoslavni cerkvi, poganstvo pa prakticira 25–40 % prebivalcev.